# フランクフルト・アウシュビッツ裁判
フランクフルト・アウシュビッツ裁判（フランクフルト・アウシュビッツさいばん、ドイツ語: der Auschwitz-Prozess または der zweite Auschwitz）とは1963年12月20日から1965年8月10日までフランクフルトで行われた裁判であり、ホロコーストに関わった収容所の幹部ロベルト・ムルカ（de:Robert Mulka）らをドイツ人自身によって裁いた裁判をいう。ニュルンベルク裁判において裁かれなかったナチスの過ちに対する責任が問われたことがきっかけで行われた。正式名称はムルカ等に対する裁判。

## 関連作品

### 小説
- 朗読者 - 1995年、ドイツ

### 映画
- 愛を読むひと - 2008年、アメリカ・ドイツ
- 顔のないヒトラーたち - 2014年、ドイツ